# Safe Trip Home
Safe Trip Home ist das dritte Studioalbum der britischen Sängerin Dido aus dem Jahr 2008.

## Veröffentlichung
Am 22. August 2008 veröffentlichte sie Look No Further als kostenlosen Download auf ihrer Website, als erste käufliche Single wurde Don’t Believe in Love angekündigt. Zusammen mit dieser Ankündigung, wurde auch der Name des Albums Safe Trip Home bekannt gegeben. Ursprünglicher Veröffentlichungstermin war der 4. November 2008. In Europa erschien das Album schließlich am 14. November 2008.

## Artwork

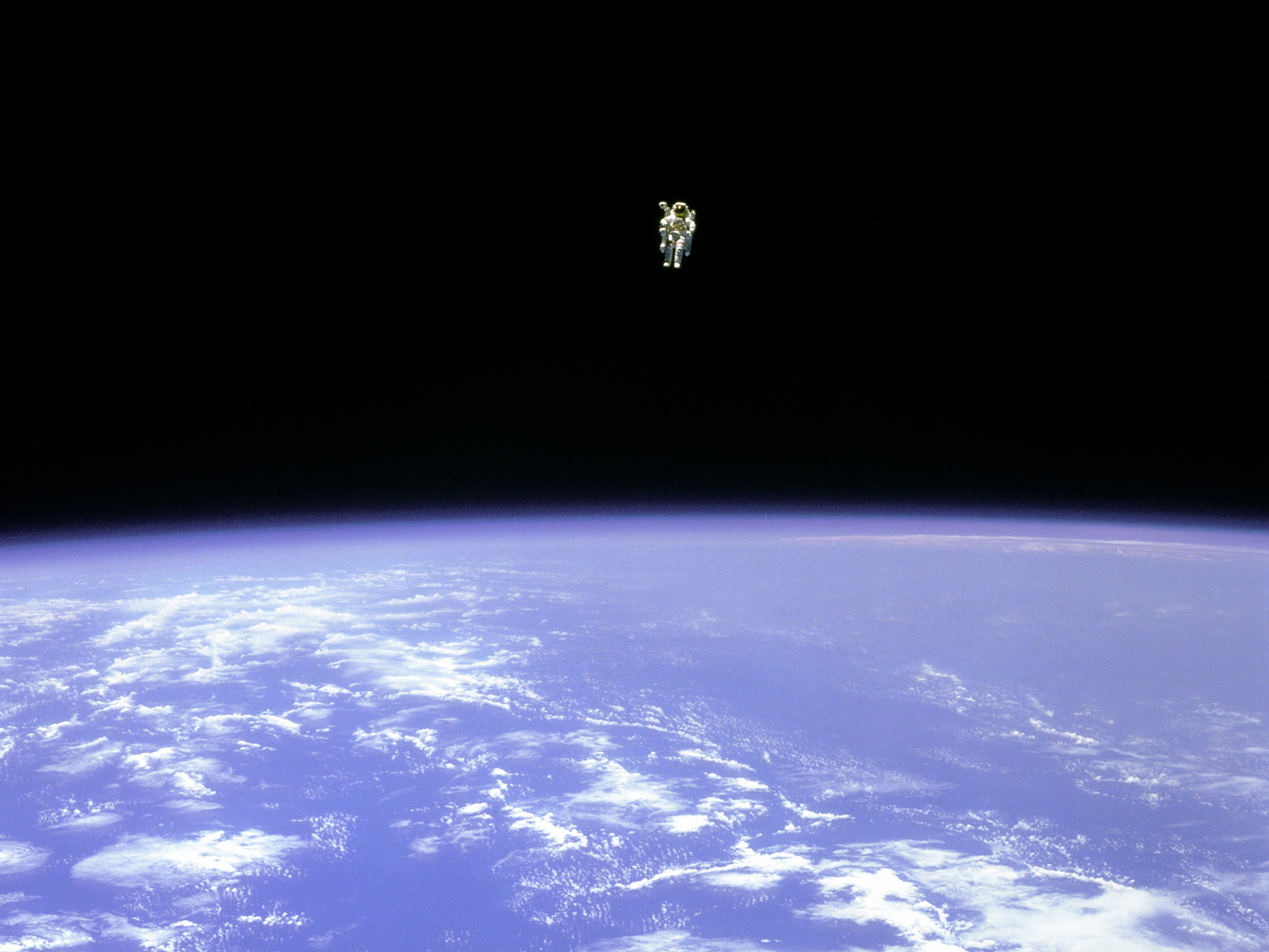
Ein Ausschnitt aus diesem NASA-Bild wurde als Albumcover verwendet

Das Cover zeigte den NASA-Astronaut Bruce McCandless beim ersten Weltraumspaziergang ohne Sicherungsleine. Das Foto stammte aus dem Jahr 1984. McCandless verklagte 2010 Dido, Getty Images und Sony Music, da er in der Verwendung eine Verletzung seiner Persönlichkeitsrechte sah; die Urheberrechte an dem Bild besaß er nicht.

## Titelliste
| Nr. | Titel                              | Autor(en)                                       | Länge |
| --- | ---------------------------------- | ----------------------------------------------- | ----- |
| 1.  | Don't Believe in Love              | Dido Armstrong, Jon Brion, Rollo Armstrong      | 3:53  |
| 2.  | Quiet Times                        | Dido                                            | 3:17  |
| 3.  | Never Want to Say It's Love        | Dido, Jon Brion, Rollo Armstrong                | 3:35  |
| 4.  | Grafton Street                     | Dido, Rollo Armstrong, Brian Eno                | 5:59  |
| 5.  | It Comes and It Goes               | Dido, Jon Brion, Rollo Armstrong                | 3:28  |
| 6.  | Look No Further                    | Dido, Jon Brion, Rollo Armstrong                | 3:14  |
| 7.  | Us 2 Little Gods                   | Dido, Rollo Armstrong, Daisy Gough, Rick Nowels | 4:49  |
| 8.  | The Day Before the Day             | Dido, Rollo Armstrong                           | 4:13  |
| 9.  | Let's Do the Things We Normally Do | Dido, Jon Brion                                 | 4:10  |
| 10. | Burnin Love (mit Citizen Cope)     | Dido, Clarence Greenwood                        | 4:12  |
| 11. | Northern Skies                     | Dido, Rollo Armstrong                           | 8:57  |

| Nr. | Titel                              | Autor(en)             | Länge |
| --- | ---------------------------------- | --------------------- | ----- |
| 1.  | For One Day                        | Dido                  | 5:43  |
| 2.  | Summer                             | Dido                  | 3:55  |
| 3.  | Northern Skies (Rollo Version)     | Dido, Rollo Armstrong | 5:53  |
| 4.  | The Day Before the Day (Early Mix) | Dido, Rollo Armstrong | 4:14  |
| 5.  | Dido Studio Films                  |                       |       |

## Singleauskopplungen
| Jahr | Titel                 | Höchstplatzierung, Gesamtwochen, AuszeichnungChartplatzierungen (Jahr, Titel, , Platzierungen, Wochen, Auszeichnungen, Anmerkungen) | Höchstplatzierung, Gesamtwochen, AuszeichnungChartplatzierungen (Jahr, Titel, , Platzierungen, Wochen, Auszeichnungen, Anmerkungen) | Höchstplatzierung, Gesamtwochen, AuszeichnungChartplatzierungen (Jahr, Titel, , Platzierungen, Wochen, Auszeichnungen, Anmerkungen) | Anmerkungen                             |
| Jahr | Titel                 | AT | CH | UK | Anmerkungen                             |
| ---- | --------------------- | --- | --- | --- | --------------------------------------- |
| 2008 | Don’t Believe in Love | AT29 (3 Wo.)AT | CH16 (11 Wo.)CH | UK54 (2 Wo.)UK | Erstveröffentlichung: 14. November 2008 |
| 2009 | Quiet Times           | — | — | — | Erstveröffentlichung: 14. Februar 2009  |

## Rezeption

### Rezensionen
Metacritic vergab einen Wert von 74/100 Punkten, basierend auf 14 Kritiken. Von diesen fielen fünf gemischt und neun positiv aus.
Stephen Thomas Erlewine von AllMusic lobte das Album als etwas weniger ruhig wie die beiden Vorgängeralben. Die Songs beschrieb er als subtiler und reichhaltiger, aber auch tiefgehender und vielschichtiger. Das Album sei kraftvoll und beruhigend mit melancholischen Zügen. Stephanie Merritt vom Observer beschrieb das Album als stark durch den Tod des Vaters von Dido geprägt. Es sei dabei jedoch nicht düster, sondern nachdenklicher und ernster. Auch Chris Willman von Entertainment Weekly lobte das Album. Dido wirke zwar etwas zurückhaltend, dies sei jedoch die genau richtig für eine Reihe von kühlen Liedern, bei denen es darum gehe sich distanziert zu fühlen. Willie von Sputnikmusic bezeichnete das Album als gut und lote insbesondere die persönlichere und erwachsenere Note.
The-Guardian-Kritikerin Maddy Costa bescheinigte dem Album eine Atmosphäre der Trostlosigkeit und Zerbrechlichkeit. Als Hauptproblem nannte sie Didos leise Stimme, der es an Ausdruckskraft mangele. Sal Cinquemani von Slant nannte das Album das am wenigsten abenteuerlichste Dido-Album. Dennoch würden die Lieder zeitlos bleiben und ihre Stimme sei geschmeidig wie immer. David Smith von PopMatters empfand das Album als weniger gut, fand jedoch auch gute Seiten. So sei der Schmerz als wiederkehrendes Thema teilweise auch in ihrer Stimme hörbar und gebe ihr eine neue Reife.

### Chartplatzierungen
| ChartsChartplatzierungen       | Höchstplatzierung | Wochen |
| ------------------------------ | ----------------- | ------ |
| Deutschland (GfK)              | 3 (14 Wo.)        | 14     |
| Österreich (Ö3)                | 11 (8 Wo.)        | 8      |
| Schweiz (IFPI)                 | 1 (17 Wo.)        | 17     |
| Vereinigtes Königreich (OCC)   | 2 (10 Wo.)        | 10     |
| Vereinigte Staaten (Billboard) | 13 (10 Wo.)       | 10     |

| ChartsJahrescharts (2008)    | Platzierung |
| ---------------------------- | ----------- |
| Schweiz (IFPI)               | 43          |
| Vereinigtes Königreich (OCC) | 78          |

### Auszeichnungen für Musikverkäufe
| Land/Region                  | Auszeichnungen für Musikverkäufe (Land/Region, Auszeichnung, Verkäufe) | Verkäufe |
| ---------------------------- | ---------------------------------------------------------------------- | -------- |
| Australien (ARIA)            | Gold                                                                   | 35.000   |
| Belgien (BRMA)               | Gold                                                                   | 15.000   |
| Deutschland (BVMI)           | Gold                                                                   | 100.000  |
| Frankreich (SNEP)            | Gold                                                                   | 75.000   |
| Griechenland (IFPI)          | Gold                                                                   | 5.000    |
| Irland (IRMA)                | Gold                                                                   | 7.500    |
| Neuseeland (RMNZ)            | Gold                                                                   | 7.500    |
| Polen (ZPAV)                 | Gold                                                                   | 10.000   |
| Schweiz (IFPI)               | Platin                                                                 | 30.000   |
| Ungarn (MAHASZ)              | Gold                                                                   | 3.000    |
| Vereinigtes Königreich (BPI) | Gold                                                                   | 100.000  |
| Insgesamt                    | 10× Gold · 1× Platin ·                                                 | 388.000  |

Hauptartikel: Dido (Sängerin)/Auszeichnungen für Musikverkäufe